# 斯雷布雷尼察大屠杀
斯雷布雷尼察大屠殺是于1995年7月发生在波斯尼亚和黑塞哥维那的斯雷布雷尼察的一场大屠杀，造成大约8,000名当地平民死亡。屠殺由拉特科·姆拉迪奇帶領下的塞族共和國軍隊在波斯尼亞戰爭期間執行。
斯雷布雷尼察大屠杀是第二次世界大战之后发生在欧洲的最严重的一次屠杀行为。海牙的前南斯拉夫國際刑事法庭將此次屠殺定性為種族滅絕。其後國際法庭也確認為種族滅絕。

## 背景
波斯尼亚和黑塞哥维那於1991年10月15日宣布獨立，1992年4月6日獲歐洲共同體承認，翌日也獲美國承認。塞族共和國不想該地區分離出去，於是自1992年起在該地殺害波斯尼亞人。
1993年4月16日，聯合國安全理事會通過819號決議案，宣布斯雷布雷尼察為「安全區域」。但塞軍沒有理會，以报复波斯尼亚族穆斯林军队对塞族平民的杀戮为由，照舊攻擊。
1995年3月，國際不斷施壓，力圖完結波斯尼亞戰爭，但塞族共和國總統拉多萬·卡拉季奇仍向塞族軍隊發出指示，將斯雷布雷尼察變成當地居民不能生存的地方。1995年7月，塞族部隊進入聯合國劃定的安全區。

## 屠杀

### 隔离和屠杀波多察里的男性

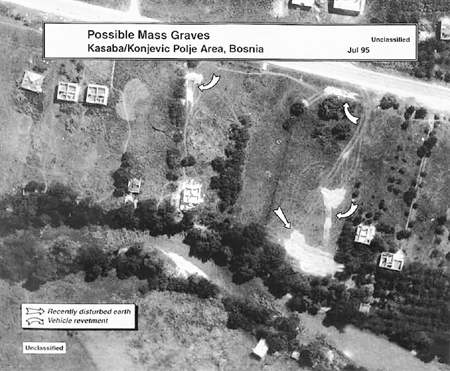
Nova Kasaba亂葬崗的衛星照片

从7月12日起塞军就从波多察里的难民居住区赶出难民并且在他们登上开往波斯尼亚的巴士时将适兵役年纪的男子强行拉下来。有时还有太年轻与太老的男子也被拦下（一些只有14—15岁）。
他们被带到一处名为“白宫”的地方。12日夜荷兰少校Franken听说没有一个男子陪同妇女小孩来到Kladanj的目的地。
13日维和部队明确看到证据表明有塞军在谋杀被隔离的男子。Vaasen下士看到两个士兵将一名男子带到“白宫”后面听到一声枪响并看到这两个士兵出现了。另外一个荷兰兵看到塞军一枪打死了一个男子并一下午听到30—40声枪响。当丹麦士兵告知Joseph Kingori這位斯雷布雷尼察的联合国观察员，后者得知有男子被带到“白宫”后一去不返时，走去调查。他听到了枪声但被塞军阻止再向前。
有些屠杀是夜里在弧光灯下进行的。然后用推土机将尸体填进乱葬墓里。 根据法国警察Jean-René Ruez收集的证据一些人是被活埋的，他也听到证词说塞军随意杀人和酷刑折磨。街上到处是尸体，人们为避免砍掉耳鼻而自杀，成人被迫观看自己的孩子被杀。

### 强奸与折磨儿童
很多妇女受到强奸性暴力。据Zumra Šehomerovic的说法:
塞尔维亚人在某一个时间开始将难民中的女孩和年轻女子带走。强奸经常在别人眼前，甚至是在子女面前发生。一个荷兰士兵就在旁边戴着随身听四处打量。他什么也没有做。这种事不是在我面前发生的，尽管我亲眼看到了，它是在我们所有人面前发生。荷兰士兵不可能什么也没看到。
有个妇女带着个几个月大的孩子，一个切特尼克警告她必须让她的孩子闭嘴。当孩子总是不停止哭泣时他就抢过去切开了婴儿的喉咙。然后他大笑，一个荷兰士兵在旁边，他什么也没做。

我看到了更可怕的事：‘一个一定只有9岁大的女孩，一些切特尼克建议她的兄弟强奸她，他没有听从，而且我也不认为他能办到，他只是个孩子。于是他们谋杀了那个男孩。我全都亲眼看到了，我还要强调所有一切发生在离基地极近的地区。同一天还看到了其他人被谋杀。一些人的喉咙被割开。其他人被砍头。’
Ramiza Gurdić的证词:
我看到了一个十岁的男孩如何被穿荷兰制服的塞族人杀死。这就发生在我眼前。母亲坐在地上，她的年幼儿子坐在旁边。男孩被放在她母亲的大腿上。男孩被杀死了，他的头被砍了下来，尸体还在大腿上放着。塞军士兵拿刀子挑着人头给所有人看.... 我看到了一个怀胎妇女如何被杀死。塞族人捅她的肚子，把她开膛然后挖出两个胎儿再在地上打死。我是亲眼看到的。
当晚荷兰的一支医疗队看到了塞军强奸妇女：
我们看到了两个塞族士兵压在妇女身上，垫子上有血，她的身上也有血，腿上有青肿。腿上还有血流下，她完全惊呆了，陷入了歇斯底里中。

### 驱逐妇女
经过联合国与塞尔维亚的长期谈判，约25,000名斯雷布雷尼察妇女被强制迁到波政府控制地域。
一些巴士明显从来没到达安全地带，据最早一批藏在波特察里到Kladanj的巴士上的Kadir Habibović的证词，他看到至少一辆装满妇女的巴士朝离开波政府地域的方向开去。

## 后果

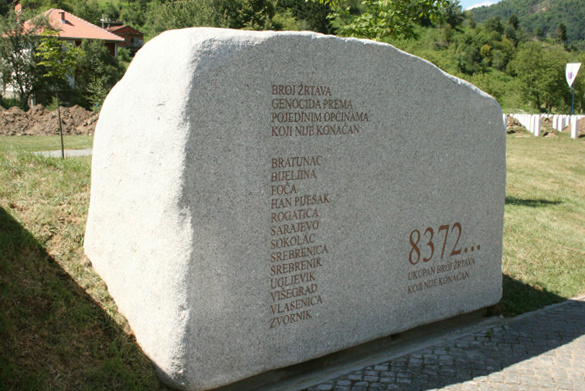
斯雷布雷尼察大屠杀紀念碑

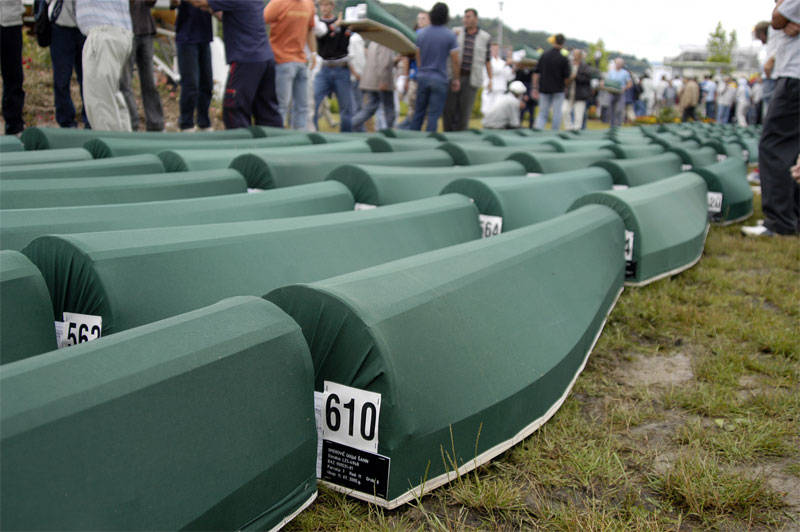
2005年下葬的610位遇難者

通过将从挖掘出的遗骨中提取的DNA样本与其失踪人员家属的血液DNA样本进行比对，国际失踪人口委员会（ICMP）已经证实了6598名在大屠杀中失踪人员的身份。以从骨头和血液中提取出的DNA的高匹配率为基础，ICMP估计大概有8100人在斯雷布雷尼察大屠杀中失踪。
然而，仍有大量失踪者尚未找到，且由于大屠杀中失踪者大多为男性，幸存的女性成员只能独自带着家人生活，并拒绝相信亲人或丈夫已经死亡的可能性。红十字国际委员会在波黑全境开展的“重建家庭联系”项目中，共收到来自斯雷布雷尼察的5,500人的失踪报告。该组织认为，该地区发生的大屠杀事件表明“人道行动本身并不足以阻止严重的战争罪行的发生”，因此，国际社会需要向各方施加压力，督促各方均平等遵守并履行国际人道法，才能尽力避免悲剧的发生。此外，社区的恢复必须建立在失踪人员命运得到澄清的基础上，帮助失踪人员的亲人获知准确消息有助于重建不同族群之间的联系。
姆拉迪奇仍是部分塞尔维亚人心中的英雄，在他的纪念日时，國內的職業足球隊贝尔格莱德红星和的球迷尤为极端。
2017年12月，欧足联就因“种族主义”对这两队及俄羅斯職業足球隊球迷展开调查，一大原因就是他们唱歌歌颂姆拉迪奇。

## 审判
2007年2月，國際法院認定塞尔维亚没有犯下灭绝种族罪，但塞尔维亚违反了《灭绝种族罪公约》中防止种族灭绝的义务，没有阻止斯雷布雷尼察大屠杀的發生。此案是世界首例国家被诉灭绝种族行为案件。2007年4月10日，塞尔维亚战争罪行法庭宣布，准军事组织毒蝎部队的4名成员在斯雷布雷尼察对穆斯林平民犯下的战争罪行。毒蝎部队指挥官斯洛博丹·梅迪奇及其主要帮手布拉尼斯拉夫·梅迪奇均被判处20年有期徒刑；佩罗·彼得拉舍维奇被判处13年有期徒刑；亚历山大·梅迪奇被判处5年有期徒刑。这是塞尔维亚首次对斯雷布雷尼察大屠杀事件参与者作出判决。2016年3月24日，前南斯拉夫問題國際刑事法庭認定前塞族共和國總統拉多萬·卡拉季奇大屠殺中犯下種族滅絕罪行，卡拉季奇因此和其他罪行一審被判處40年監禁，後改判終身監禁。

## 后续
斯雷布雷尼察大屠杀20周年的2015年7月8日，联合国安理会以10票赞成、4票弃权和1票反对的表决结果就美、英、法等国推动的为纪念斯雷布雷尼察大屠杀事件20周年的一项决议草案进行表决。中国、尼日利亚、安哥拉和委内瑞拉投了弃权票。安理会常任理事国俄罗斯行使否决权，草案未获得通过。
俄罗斯反对将斯雷布雷尼察大屠杀事件界定为“种族灭绝”。俄罗斯常驻联合国代表丘尔金在安理会会议中发言指出，决议草案“不具建设性、具有对抗性并存在政治动机”。
2015年7月11日，波斯尼亚举行斯雷布雷尼察大屠杀20周年遇难者纪念活动。塞尔维亚总理武契奇到场献花却遭群众扔石头。尽管如此，他还会“向波什尼亚克族人民伸出友好之手”，因为“仇恨和愤怒已经够多了。”据联合早报网7月13日报道，波斯尼亚总统谴责群众的暴行，声称武契奇是怀着和解和悼念遇害者的心态出席纪念会。美国前总统克林顿、土耳其总理达武特奥卢、欧盟外交政策负责人莫盖里尼等政要人物和斯雷布雷尼察大屠杀受害者一些亲属都参加了当地的纪念活动。

### 设立国际记念日
2024年5月23日，联合国大会通过了一项关于每年纪念斯雷布雷尼察种族灭绝受害者的决议，宣布7月11日为1995年斯雷布雷尼察种族灭绝受害者国际纪念日。由德国和卢旺达提出的文案获得84个国家投票赞成通过，19个国家反对，68个国家弃权。当中俄罗斯、塞尔维亚、白俄罗斯、朝鲜、中国、古巴和叙利亚对此表示反对。该决议得到了欧盟国家的支持，但匈牙利投了反对票，斯洛伐克投了弃权票。根据该决议，「任何否认斯雷布雷尼察种族灭绝事件为历史事件的行为」，以及「美化被国际法院判定犯有战争罪、危害人类罪和种族灭绝罪的人的行为，包括对斯雷布雷尼察种族灭绝事件负责的人和行为」都应受到谴责，并呼吁联合国会员国通过教育系统「维护既定事实」。同年7月11日，联合国、欧洲委员会首次为1995年斯雷布雷尼察大屠杀举行记念，并为该年新确认的受害者进行葬礼仪式。联合国人权事务负责人发表声明指出，一切为斯雷布雷尼察大屠杀幸存者伸张正义的的努力至关重要。

## 相关作品
- 艾达，怎么了？